# カルメン・ペレイラ
カルメン・ペレイラ（ポルトガル語: Carmen Maria de Araújo Pereira、1936年9月22日 - 2016年6月4日）はギニアビサウの政治家。

## 経歴
1962年にポルトガル領ギニアとカーボベルデの独立運動を主導していたギニア・カーボベルデ独立アフリカ党（PAIGC）に入党し、政治活動に参加し始める。彼女の夫もまたPAIGCの活動家であった。ペレイラは最終的には国外退去を余儀なくされ、しばらくセネガルで暮らした後、ソ連に留学して医学を学んだ。
後にギニアビサウに帰還し、医療、政治の両分野で活躍した。国民議会議員に当選し、ジョアン・ヴィエイラの軍事政権下で議長を務めた。1984年に新憲法が導入される際の3日間、臨時大統領を務め、アフリカで最初の女性元首となった。ペレイラは1989年まで議長の座を務めた後、社会問題担当大臣、副首相に転じたが、1992年に無能力、無責任を理由としてヴィエイラに副首相職を解任された。